# Den enes død
"Den enes død" er den femte episode af den danske tv-serie Matador. Den blev skrevet af Paul Hammerich, efter ide af seriens skaber Lise Nørgaard og instrueret af Erik Balling. Seriens musikalske tema er komponeret af Bent Fabricius-Bjerre. Den blev vist første gang på dansk tv den 9. december 1978. Afsnittets titel kommer fra ordsproget Den enes død, den andens brød.

## Handling
"Hos Mads Andersen-Skjern (Jørgen Buckhøj) lykkes alting. Forretningen blomstrer i 1932 og privatlivet er rosenrødt. Mads er blevet en af samfundets spidser. På den anden side af gaden går det mindre godt. Der er skjult skeletter i skabet hos bankdirektør Varnæs (Holger Juul Hansen) og broderen Jørgens (Bent Mejding) politiske liv hænger i en tynd tråd. Direktøren for Damernes Magasin, Albert Arnesen (Preben Mahrt) er så langt ude, at selv bankdirektøren ikke kan hjælpe ham. Han dør og efterlader sin unge kone Vicky (Sonja Oppenhagen) et fallitbo. Hun beslutter at rejse fra byen."

## Medvirkende
- Holger Juul Hansen - (Hans Christian Varnæs, bankdirektør)
- Malene Schwartz - (Maude Varnæs, bankdirektørfrue)
- Helle Virkner - (frk. Friis, Maudes søster)
- Bent Mejding - (Jørgen Varnæs, Hans Christians bror)
- Ellen Winther Lembourn - (Minna Varnæs, Jørgens kone)
- Søren Bruun - (Ulrik, Hans Christians og Maudes søn)
- Nicla Ursin - (Regitze, Hans Christians og Maudes datter)
- Elin Reimer - (Laura, kokkepige hos Varnæs)
- Kirsten Olesen - (Agnes, stuepige hos Varnæs)
- Karen Berg - (Fru Fernando Møhge, Hans Christians gudmor)
- Karin Nellemose - (Misse Møhge, Fru Fernando Møhges datter)
- Ove Sprogøe - (dr. Louis Hansen, ven af Varnæs')
- Bjørn Watt-Boolsen - (oberst Hachel, ven af Varnæs')
- Else-Marie Juul Hansen - (Konsulinde Oda Holm)
- John Hahn-Petersen - (Hr. Stein, bogholder i Korsbæk Bank)
- Ann Margrethe Schou - (Frk. Mortensen, kassererske i Korsbæk Bank)
- Preben Mahrt - (Albert Arnesen, kompagnon med Schwann i Damernes Magasin & Co)
- Sonja Oppenhagen - (Vicki Arnesen, Alberts kone)
- Vera Gebuhr - (frk. Inger Jørgensen, ekspeditrice i Damernes Magasin & Co)
- Jørgen Buckhøj - (Mads Andersen-Skjern)
- Ghita Nørby - (Ingeborg, Oluf og Kathrines datter)
- Kristian Steen Rem - (Daniel Andersen Skjern)
- Buster Larsen - (grisehandler Oluf Larsen)
- Jesper Langberg - (Kristen Andersen Skjern, Mads' lillebror)
- Anne Jensen - (Gudrun, stuepige)
- Claus Michel Heil - (Fritz, lærling i Tøjhuset)
- Esper Hagen - (Arnold Vinter, tidligere lærling i Damernes Magasin)
- Per Pallesen - (Severin Boldt, tjener på Jernbanerestauranten)
- Benny Hansen - ("Fede", Maler 'Frede' Hansen)
- Kurt Ravn - (Lauritz Jensen "Røde", jernbanearbejder)
- Holger Perfort - (Olsen, overtjener på Postgården)
- Lis Løwert - (Violet Vinter, Arnolds mor)
- Arthur Jensen - (Rudolf Schwann, kompagnon i Damernes Magasin & Co)
- Ole Andreasen - (Resuméfortælleren)
- Erik Kühnau - (Repræsentanten fra Karnov & Nielsen)
- Kaptajn Jespersen - (Stemme i radioen)
- Børge Kaa - (Taxachauffør)
- Valsø Holm - (Taxachaufførs stemme)